# Michel Hidalgo
Michel Hidalgo (Leffrinckoucke, 22 de março de 1933 – Marselha, 26 de março de 2020) foi um futebolista e treinador francês que atuava como meio-campo.

## Carreira
Na época de jogador, Hidalgo (pronuncia-se Hidalgô) iniciou a carreira no Le Havre em 1952, e destacou-se por Stade de Reims e Monaco, onde atuou em 301 jogos e marcou 31 vezes. Aposentou-se em 1966 e virou treinador dois anos depois, no ROS Menton.
Como treinador, o trabalho mais conhecido foi na Seleção Francesa (pela qual disputou um jogo, em 1962), entre 1976 e 1984, comandando uma equipe que tinha Michel Platini como destaque, mas não conseguiu levá-la a um título mundial. Curiosamente, o único troféu conquistado por Hidalgo em sua carreira de técnico foi a Eurocopa de 1984. Antes, havia chegado a semifinal da Copa do Mundo de 1982, quando a seleção francesa foi eliminada nos pênaltis pela seleção alemã ocidental, após empate em 3x3. Ele ainda trabalhou como diretor de futebol do Olympique de Marseille entre 1986 e 1991. Seu último trabalho foi na Seleção Congolesa, em 2004.

## Morte
Hidalgo morreu de causas naturais no dia 26 de março de 2020, aos 87 anos, em sua residência, em Marselha, após anos de saúde frágil.

## Títulos

### Como jogador
Stade de Reims
- Campeonato Francês: 1954-55
- Supercopa da França: 1955[carece de fontes?]

Monaco
- Copa da França: 1959-60, 1962-63
- Campeonato Francês: 1960-61, 1962-63

### Como treinador
França
- Eurocopa: 1984